# European Energy Exchange
Die European Energy Exchange (EEX) ist eine Energiebörse für Energie und energienahe Produkte mit Sitz in Leipzig. Die EEX (bzw. die Börse selbst) unterliegt als öffentlich-rechtliche Institution dem deutschen Börsengesetz. Der Träger der Börse hingegen agiert als Aktiengesellschaft privat-rechtlich. Die EEX ist Teil der EEX Group, die weltweit über 600 Handelsteilnehmer verbindet. An der EEX werden Strom, Erdgas, CO2-Emissionsrechte, Frachtprodukte, Metalle und Agrarprodukte gehandelt. Außerdem bietet die EEX den Trade Registration Service an, bei dem außerbörslich abgeschlossene Geschäfte (OTC-Handel) zum Clearing an der Börse registriert werden. Die EEX befindet sich im City-Hochhaus am Augustusplatz in Leipzig. Betreibergesellschaft der Börse EEX ist die EEX AG mit Sitz in Leipzig.

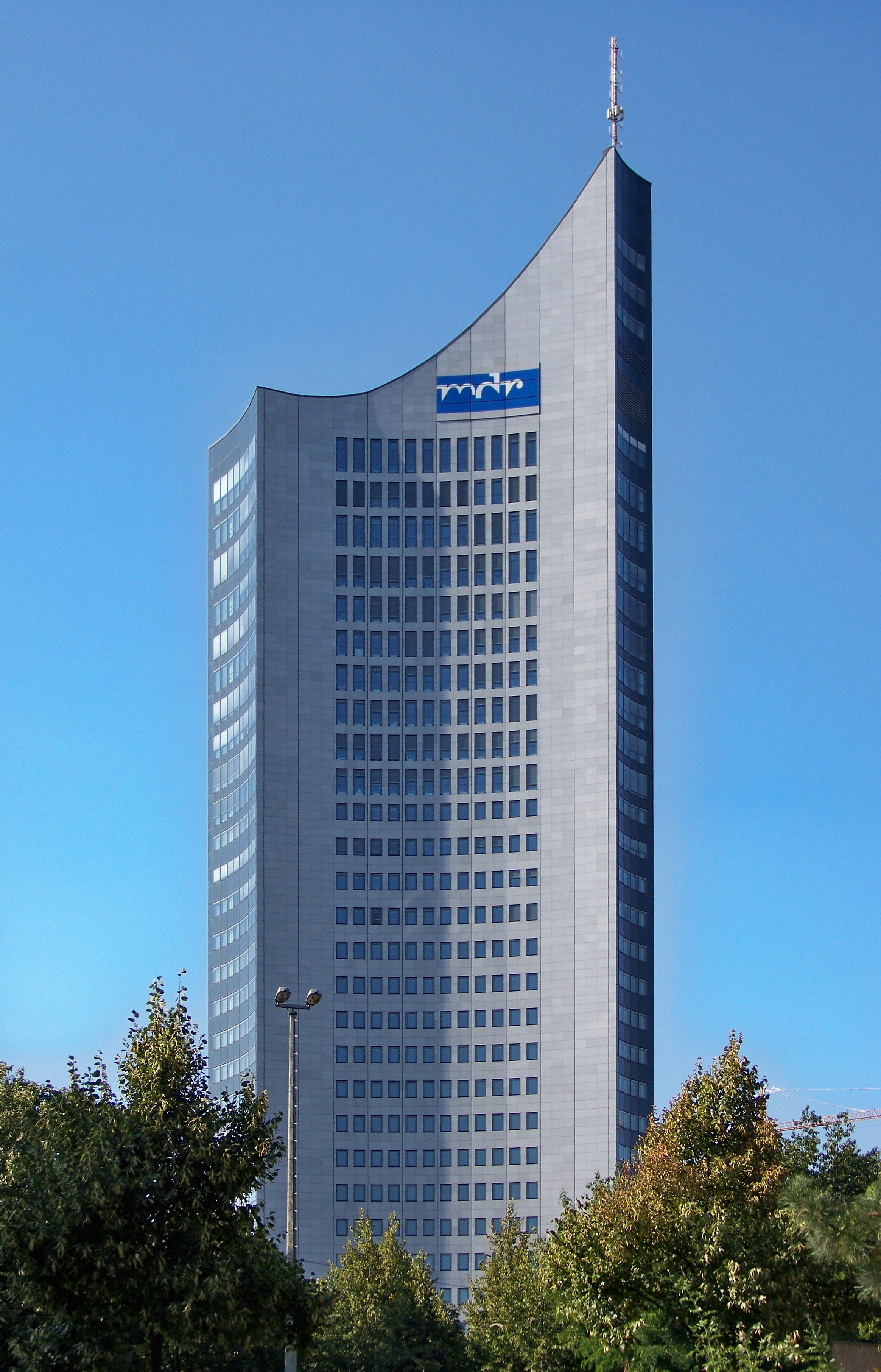
Sitz der EEX im City-Hochhaus Leipzig

## Geschichte
Hervorgegangen ist die EEX aus einer Fusion der LPX (Leipzig Power Exchange) und der EEX (European Energy Exchange) mit Sitz in Frankfurt am Main im Jahre 2002. 2006 gliederte die EEX das Clearinggeschäft in die European Commodity Clearing (ECC) aus. Im Jahr 2008 wurde die EPEX SPOT gegründet. 2014 erwarb die EEX Mehrheitsanteile an der Cleartrade Exchange. 2015 übernahm die EEX die Powernext in Paris – Gasmärkte werden unter der Marke PEGAS von der Powernext betrieben. Außerdem erwarb die EEX indirekt Mehrheitsanteile an der EPEX SPOT und hält somit einen 50%igen Anteil an der dänischen Gasbörse GasPoint Nordic. Die EEX übernahm 2016 die tschechische Power Exchange Central Europe (PXE) und die Warenterminbörse CLTX in Singapur. 2017 folgte mit der Übernahme der Nodal Exchange der Einstieg in den nordamerikanischen Markt. Durch die Neustrukturierung der Geschäftszweige ihrer hundertprozentigen Tochtergesellschaft CLTX stärkte die EEX ihr Geschäft in Asien. EEX Asia, der Handelsname der Cleartrade Exchange Pte Ltd., agiert seit November 2018 als asiatisches Standbein der EEX Group, das Terminkontrakte auf Frachtraten sowie auf dem Seeweg beförderte Commodities, anbietet. Heute ist die EEX Teil einer Unternehmensgruppe (EEX-Gruppe), die internationale Partnerschaften eingeht und den europäischen Energiehandel maßgeblich prägt.

## EEX AG
Die EEX AG mit Hauptsitz in Leipzig ist die Betreibergesellschaft der Börse. Die EEX AG wird mehrheitlich durch die Gruppe Deutsche Börse gehalten. Die restlichen Anteile befinden sich im Streubesitz von insbesondere diversen Energieunternehmen, Banken und Ländern.
Die European Energy Exchange AG ist an folgenden Unternehmen beteiligt:
- EEX Asia, Cleartech (Handelsnamen der Cleartrade Exchange Pte Ltd.) (100 %)
- EEX CEGH Gas Exchange Services GmbH (51 %)
- EEX Link GmbH (100 %)
- enermarket GmbH (40 %)
- EPEX SPOT SE (51 %)
- European Commodity Clearing AG (100 %)
- Grexel Systems ltd (100 %)
- KB Tech Ltd. (100 %)
- Nodal Exchange Holdings, LLC (100 %)
- Power Exchange Central Europe a.s. (66,67 %)
- Spark Pte. Ltd. (25 %)

## EPEX-Spotmarkt Strom
Der EEX-Spotmarkt für Strom (EEX Power Spot) wurde 2009 in das neue Unternehmen EPEX SPOT SE mit Sitz in Paris überführt. Dieses gehört zu jeweils 50 % der französischen Powernext SAS (einer 100%igen EEX-Tochter) und der EEX AG.
Am Spotmarkt kann Strom für Deutschland, Frankreich, Österreich und die Schweiz gehandelt werden. Dabei dient der Spotmarkt der kurzfristigen Portfoliooptimierung. Die EPEX SPOT bietet folgende Handelsmodelle an:

### Intraday-Handel von Strom
Im Intraday-Handel der EPEX werden Stromkontrakte mit Lieferung am selben oder folgenden Tag bis 5 min vor Lieferung im fortlaufenden Handel gehandelt. Börsenteilnehmer kaufen aufgrund eines erhöhten Bedarfs zusätzliche Strommengen ein oder veräußern überschüssige Mengen. Auf diese Weise ist es möglich, noch kurzfristig Abweichungen von Verbrauchsprognosen zu berücksichtigen und Fahrplanabweichungen zu vermeiden.

### Auktionshandel
Am Day-ahead-Markt wird der Strom für den nächsten Tag gehandelt. An der EPEX SPOT finden täglich drei Stundenauktionen für drei Marktgebiete statt: Deutschland/Österreich, Frankreich und Schweiz. Die Gebote der Stundenauktion ermöglichen die simultane Platzierung von unterschiedlichen Kauf- und Verkaufsmengen zu jeweils verschiedenen Preisen in der Auktion. Die ausgeführte Menge richtet sich dann nach dem ermittelten Auktionspreis.

## EEX-Spotmarkt Gas und Emissionsberechtigungen
Die EEX bietet den Spothandel für Erdgas in den deutschen Marktgebieten GASPOOL (vormals GUD und BEB) und NCG (Net Connect Germany, vormals EGT) an sowie seit Ende Mai 2011 auch für die Lieferung in das niederländische Marktgebiet TTF (Title Transfer Facility). Seit 30. Mai 2011 ist der kurzfristige Börsenhandel mit Erdgas rund um die Uhr geöffnet. Am 24/7-Spotmarkt können Unternehmen Erdgas kontinuierlich für den aktuellen Tag (Within-Day), einen Tag und zwei Tage im Voraus sowie für das folgende Wochenende (Day-Ahead) handeln.
Am 29. Mai 2013 haben die deutsche European Energy Exchange (EEX) und die französische Powernext ihre Gasmärkte zu einem Pan-Europäischen Angebot für Gasprodukte (PEGAS) verbunden. Im Rahmen von PEGAS können Handelsteilnehmer die Gasprodukte beider Börsen auf einer gemeinsamen Handelsplattform, dem Trayport® Exchange Trading System, handeln. Mitglieder haben über diese gemeinsame Handelsplattform Zugang zu allen Spot- und Terminmarktprodukten, die die beiden Börsen für die Marktgebiete Deutschland, Frankreich und die Niederlande anbieten. Darüber hinaus sind auch Spread-Produkte zwischen diesen Marktgebieten auf der Plattform handelbar.
Seit 2005 können am EEX-Spotmarkt CO2-Zertifikate im Rahmen des europäischen Emissionshandelssystems (EU ETS) gehandelt werden. Zusätzlich zum Sekundärmarkt, das heißt dem Handel von Zertifikaten, die sich schon im Markt befinden, führt die EEX seit Januar 2010 auch Primärmarktauktionen von europäischen Emissionsberechtigungen (EUA) durch.
Zusätzlich zu den Primärmarktauktionen bietet die EEX den Spothandel für EU-Emissionsberechtigungen für die zweite und dritte EU ETS-Handelsphase an. Darüber hinaus startete sie 2012 den Spotmarkt für EU Aviation (EUAA). EUAA sind spezielle Emissionsberechtigungen, die ausschließlich von Luftfahrtunternehmen zu Compliance-Zwecken genutzt werden können. Seit Dezember 2012 bietet die EEX zudem den Handel mit Certified Emission Reductions (CER) am Spotmarkt an.
Neben den Primärmarktauktionen im Auftrag der Bundesrepublik Deutschland führt die EEX zusätzlich EUA-Auktionen im Auftrag anderer Länder (beispielsweise Litauen, Niederlande, Ungarn, Polen) durch. Zudem agiert die EEX als deutsche transitorische Auktionsplattform für die dritte Emissionshandelsphase. Weiterhin fungiert die EEX als Kooperationsbörse der Europäischen Investitionsbank (EIB) bei der Vermarktung im Rahmen des NER300-Programms. Hierbei kann die EIB die EEX als Auktionsplattform nutzen und sowohl Emissionsrechte direkt über den Sekundärhandel der EEX veräußern als auch über Trade Registration außerbörsliche Geschäfte zum Clearing registrieren.

## EEX-Terminmarkt Strom

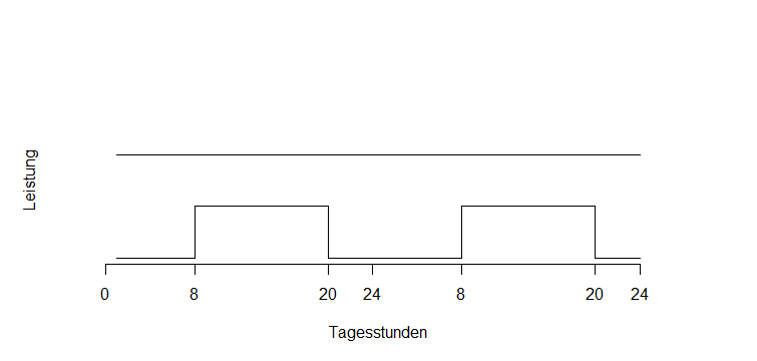
Base- und Peakkontrakt (Tagesprofil)

Im EEX-Terminmarkt können Geschäfte auf bis zu sechs Jahre in die Zukunft abgesichert werden.
Die Energiebörse bietet Futures für 20 Marktgebiete in ganz Europa auf Wochen-, Monats-, Quartals- und Jahresfutures an. Je Lieferzeitraum und Lieferzone gibt es einen Baseload und einen Peakloadkontrakt. Der Baseloadkontrakt beinhaltet eine Bandlieferung mit der nominierten Leistung in jeder Viertelstunde des Lieferzeitraums. Der Peakloadkontrakt beinhaltet eine Lieferung mit der nominierten Leistung an jedem Tag des Lieferzeitraums nur jeweils zwischen 8 und 20 Uhr. Die handelbare Mindestmenge ist 1 MW nominierte Leistung.
Die an der EEX gehandelten Strom-Futures sind finanziell erfüllte Termingeschäfte, die optional auch physisch über den Strom-Spotmarkt geliefert werden können. Börsengehandelte Terminkontrakte unterliegen dem Margining und werden nur im fortlaufenden Handel gehandelt.
Außerdem werden Optionen auf deutsche Strom-Futures gehandelt. Physisch erfüllte Handelsgeschäfte werden für die Marktgebiete Frankreich, Belgien, Niederlande und zukünftig auch Italien angeboten.

## EEX-Terminmarkt Gas und Emissionsberechtigungen
Die Gasfutures der Börse sind Baselieferungen. Gehandelt werden Stunden, Tage, Wochen, Quartale, Saisons und Jahre. Der gehandelte Gastag beinhaltet dabei immer die Stunden von 6:00 Uhr morgens bis 6:00 morgens des Folgetags. Gehandelt werden alle Marktgebiete in Europa. Die handelbare Mindestmenge ist 1 MW nominierte Leistung.
Am Terminmarkt können die Marktteilnehmer weiterhin Futures auf EU-Emissionsberechtigungen (sogenannte EUA Futures) und Futures auf Certified Emission Reductions (CER-Futures) handeln. Mit Blick auf die dritte EU-ETS-Handelsperiode, die 2013 begonnen hat, hat die EEX vier neue Emissionsfutures gestartet: Am 30. April startete der Terminmarkt mit EU Aviation Allowances (EUAA).

## Kaskadierung
Bei Strom- und Gasfutures zerfallen Futures längerer Lieferperioden 3 Tage vor Lieferung in Futures kürzerer Lieferperioden. Beispielsweise zerfällt ein Jahresfuture Base Strom für das Folgejahr am Jahresende in die Monatsfutures Januar, Februar und März und die Quartalsfuture 2. Quartal, 3. Quartal und 4. Quartal.

## Handelsvolumen
Im Jahr 2024 belief sich der gesamte Stromhandel an der EEX Group auf 12.372 TWh (Terawattstunden), verglichen mit 8.660 TWh im Jahr 2023. An den Strom-Spotmärkten der EPEX SPOT wurden im Jahr 2024 insgesamt 880 TWh gehandelt (2023: 724 TWh), die Strom-Terminmärkte erreichten 11.489 TWh. Im Bereich Erdgas betrug das an der EEX gehandelte Volumen 7.099 TWh, ein leichter Rückgang von minus 3 Prozent gegenüber dem Vorjahr (2023: 7.294 TWh). Die europäischen Emissionsmärkte der EEX verzeichneten ein Gesamtvolumen von 1.389,9 Millionen Tonnen CO2, was einem Anstieg von 8 Prozent gegenüber dem Vorjahr entspricht.

## Clearing und Abwicklung
Alle Geschäfte der EEX werden durch das Clearinghaus European Commodity Clearing AG (ECC) abgewickelt, das auch Clearing und Settlement für 9 weitere europäische Börsen erbringt. Die ECC ist ein Clearinghaus, das sich auf die physische Lieferung von Energie und energienahen Produkten spezialisiert hat. EEX und ECC bieten gemeinsam den Service der Trade Registration an. Dieser Service ermöglicht es den Handelsteilnehmern, außerbörslich abgeschlossene Geschäfte zum Clearing an der Börse registrieren zu lassen.

## Transparenz
Seit 2009 betreibt die EEX eine Transparenzplattform, auf der marktnah an zentraler und neutraler Stelle marktrelevante Daten veröffentlicht werden, um die Transparenz auf dem Großhandelsmarkt weiter zu erhöhen. Damit werden sowohl gesetzliche Veröffentlichungspflichten (REMIT 1227/2011, Transparenzverordnung 543/2017, MAR 596/2014) der Branche umgesetzt.
Marktteilnehmer sind verpflichtet, Insider-Information effektiv und zeitgerecht in Bezug auf das Unternehmen oder Anlagen zu veröffentlichen.
„Zu den bekanntgegebenen Informationen zählen Informationen über die Kapazität und die Nutzung von Anlagen zur Erzeugung und Speicherung, zum Verbrauch oder zur Übertragung/Fernleitung von Strom oder Erdgas bzw. Informationen, die die Kapazität und die Nutzung von Flüssiggasanlagen, einschließlich der geplanten oder ungeplanten Nichtverfügbarkeit dieser Anlagen, betreffen.“
Die EEX stellt den Marktteilnehmern für die Übermittlung an die EEX-Transparenzplattform einen standardisierten Webservice und ein kostenfreies Transmission und Reporting Tool zur Verfügung.
Für die Veröffentlichung und Weiterleitung von Insiderinformationen in Bezug auf das Unternehmen bietet die EEX mit dem neuen Online-Tool allen Marktteilnehmern eine Möglichkeit, diese regulatorischen Verpflichtungen zu erfüllen. Business-Insiderinformationen werden auf der EEX-Transparenzplattform veröffentlicht und automatisch an Regulierungsbehörden weitergeleitet.
Weiterhin sieht Artikel 9 die Registrierung jedes Unternehmens als Marktteilnehmer vor, das im Großhandel von Strom, Erdgas und LNG aktiv ist. Im Rahmen der Registrierung muss der Marktteilnehmer einen Ort benennen, an dem er seine Insider-Informationen effektiv und rechtzeitig veröffentlicht. Dies gilt sowohl für Unternehmen mit physischen Anlagen als auch für solche ohne. Die EEX gehört zu den empfohlenen und gelisteten Plattformen für Insider Informationen bei der Agency for the Cooperation of Energy Regulators (ACER).
Zusätzlich ist die EEX ein akzeptierter Data Provider für die Datenweiterleitung an ENTSO-E (Transparency Regulation 543/2013).
Derzeit werden sechs Marktgebiete in Deutschland, Österreich, Tschechien, Belgien, Ungarn, Großbritannien, Italien und Niederlande abgedeckt.
Die EEX-Transparenzplattform sammelt, veröffentlicht und übermittelt Fundamentaldaten und Insider Informationen über Länder, Commodity sowie die Wertschöpfungskette hinweg, um verschiedene Regularien im Auftrag der Marktteilnehmer zu erfüllen. Dabei schützen verschiedene Maßnahmen die Daten vor Manipulation und Validierungsprüfungen unterstützen die meldenden Unternehmen bei der Erzielung der höchstmöglichen Datenqualität.
Die EEX-Transparenzplattform bietet den Kunden eine „All-in-one“-Lösung für das regulatorische Reporting mit Veröffentlichung auf der Website der EEX-Transparenzplattform, automatischer Datenweiterleitung an Behörden wie ACER, ENTSO-E und Nationale Regulierungsbehörden sowie Datenverteilung an relevante Medien.